# Solenopezia
Solenopezia — рід грибів родини Hyaloscyphaceae. Назва вперше опублікована 1889 року.